# Agalychnis terranova
Agalychnis terranova é uma espécie de anfíbio anuro da família Phyllomedusidae. Está presente na Colômbia. Não foi ainda avaliada pela UICN.